# Riegersberg
Riegersberg là một đô thị thuộc huyện Hartberg thuộc bang Steiermark, nước Áo. Đô thị Riegersberg có diện tích 24,66 km², dân số thời điểm cuối năm 2005 là 1025 người.